# Jizō-ji
Jizō-ji (大日寺) est un temple de l'école Omuro du Bouddhisme Shingon situé à Itano, préfecture de Tokushima au Japon. 
Jizō-ji est le 5e temple sur la route du pèlerinage de Shikoku. On y accède, depuis le temple 4 Dainichi-ji, après une marche d'environ 2 km.
L'image principale est celle d'Enmei Jizō Bosatsu. Le temple aurait été fondé par Kōbō Daishi qui en a gravé l'image,. Le hondō (1711–16), le daishidō (1711–16), le fudōdō (1751–1830), le kyōgura (1810) et le Gohyakurakandō (1922) ont tous été inscrits dans le registres du patrimoine culturel du Japon,,,,.
Entre le hall principal (Hon-dō) et le daishidō, on peut voir un gingko âgé de 800 ans et un puits, on peut entendre le bruit d'une goutte d'eau frappant la surface.
Le hall Goyaku renferme environ 200 statues de bois de Rakan, disciples de Bouddha ayant atteint l'illumination.
En 2015, Jizō-ji est désigné Japan Heritage avec les 87 autres temples du pèlerinage de Shikoku. 